# Sicista tianshanica
Sicista tianshanica là một loài động vật có vú trong họ Dipodidae, bộ Gặm nhấm. Loài này được Salensky mô tả năm 1903.